# Аквариумистика
Аквариуми́стика — род занятий, связанный с моделированием экосистемы в замкнутом искусственном водоёме. Среди основных направлений в современной аквариумистике выделяют декоративное, научное, коммерческое и другие направления.

## История аквариумистики в мире
Первые упоминания о разведении рыб связаны с Египтом и Ассирией. В Египте уже несколько тысячелетий назад начали разводить африканских тиляпий. Архитекторы Вавилона, в висячих садах Семирамиды создавали открытые декоративные пруды с рыбами ещё в IX в до н. э. Во дворцах для тех же целей устанавливались каменные чаши-бассейны. Разведённые рыбы и прирученные домашние животные принесли человеку лавры царя природы.

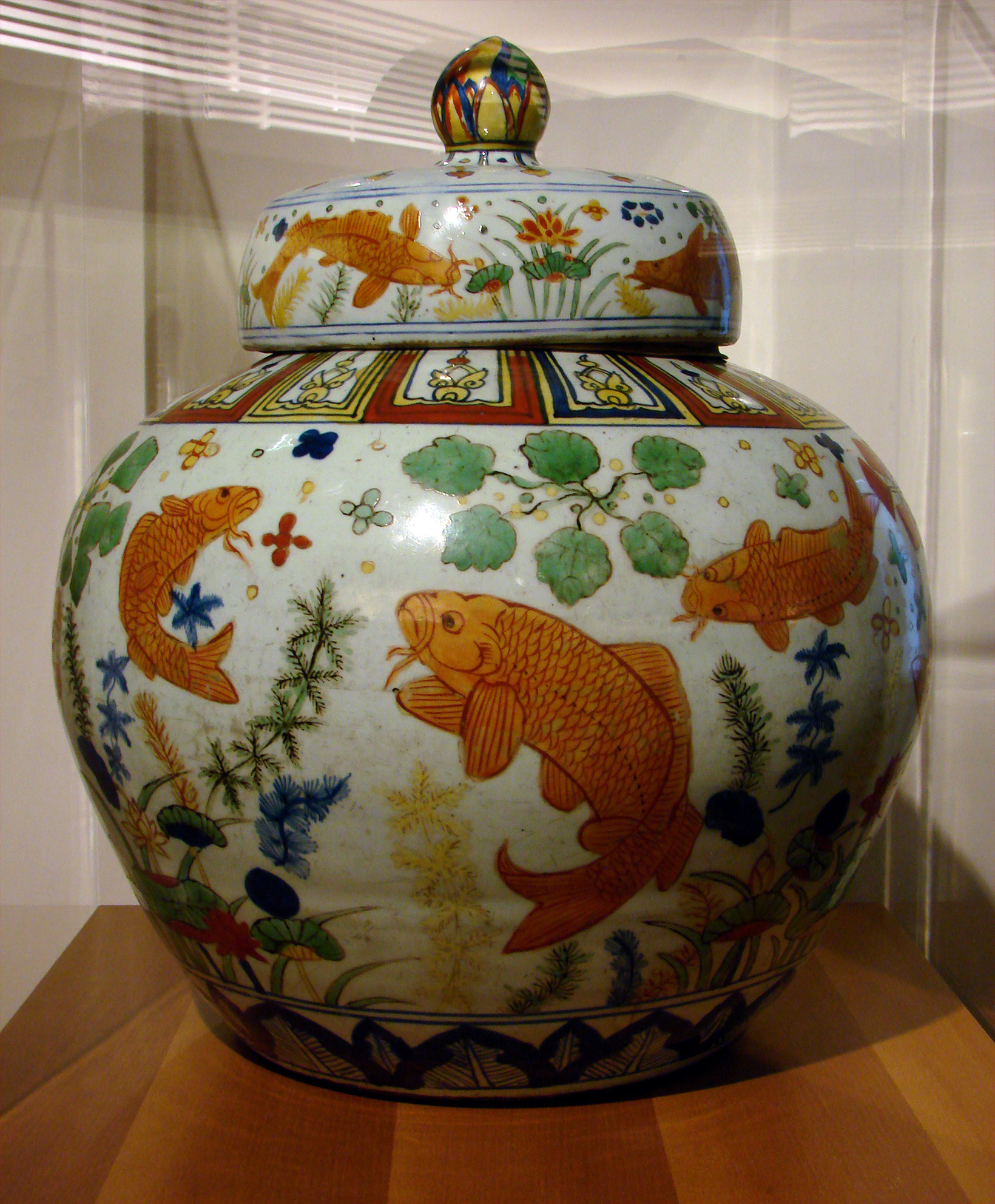
Ваза периода династии Мин, (1522—1566), музей Гиме, Париж

 Начало аквариумистике с серьёзным научным подходом по выведению декоративных рыб, было положено в Китае, во время правления династии Тан (618—907 гг.). В буддистских монастырях того времени появились первые золотые рыбки, как результат генетической мутации, отличающиеся от обычного серебряного карася (Carassius gibelio), яркой окраской.
Научные работы по изучению гидробиологии с описанием известных на тот момент видов рыб были проведены Аристотелем, Теофрастом и Люциусом Апулеем.
В 1834 году «матерью аквариумистики» Жанной Вильпрё-Пауэр были созданы клетки «а-ля Пауэр», которые впоследствии стали аквариумами.
В 1841 году появился аквариум (англ. aquarium) в современном понимании этого слова. В аквариуме содержались растения и аквариумные рыбки. Английский учёный Н. Вард (Nathaniel Bagshaw Ward) (1791—1868), известен тем, что в 1829 году начал выращивать растения в стеклянных сосудах (англ. Wardian case) и так случайно стал одним из прародителей современного аквариума. Вард поселил в стеклянный сосуд золотых рыбок вместе с растением валлиснерией (Vallisneria L. 1753).
Развитие аквариумистики в современном понимании этого слова связано с деятельностью многих энтузиастов этого дела. К которым по праву можно отнести Георга Маркграфа (Georg Markgraf), Виллема Пизона (Willem Piso), Джеймса Сауэрби, И. М. Бехштейна (Johann Matthäus Bechstein), Н.Варда (Nathaniel Bagshaw Ward), Ф. Г. Госсе (Philip Henry Gosse), Э. А. Россмесслера (Adolf Rossmessler),Г. Йегера (Gustav Jäger), Альфреда Брема (Alfred Edmund Brehm), Пьера Карбонье (Pierre Carbonnier) и многих других.

## История аквариумистики в России

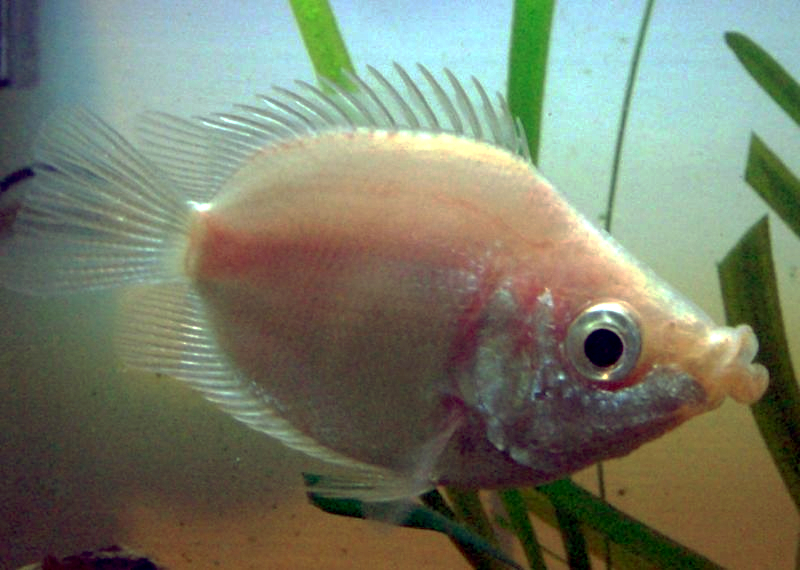
Гурами целующийся (Helostoma)

Упоминания о заморских золотых рыбках в России встречаются уже в свидетельствах XV века — времен Великого князя московского Василия Темного.
В 1862 году во время создания Московского Зоологического сада возникает идея устройства общественного «Аквариума».
В 1864 году официально Императорским Русским Обществом акклиматизации животных и растений организован Московский зоопарк (зоосад). На его территории строится помещение для «Морского Аквариума», однако из-за сложностей с доставкой животных помещение не используется по назначению.
Значительный вклад в развитие аквариумистики в России внесли А. П. Богданова, Л. П. Сабанеев, А. С. Мещерский, В. С. Мельников, Н. Ф. Золотницкий, А. И. Гамбургер и многие другие энтузиасты этого движения.
В 1878 году в Московском зоологическом саду открылась 2-я акклиматизационная выставка, на которой были выставлены многочисленные аквариумы с золотыми рыбками, телескопами, серебряными карасями и гурами.
С 1900 по 1912 год любительская аквариумистика приобретает характер массового хобби, а разведение аквариумных рыб достигает почти промышленных масштабов. В эти годы в Москве, Киеве и Петербурге открываются массовые клубы аквариумистов, выходят аквариумные журналы, устраиваются ежегодные аквариумные выставки.
6 декабря 1904 г. в Московском зоопарке по инициативе московского кружка отдела ихтиологии Императорского Русского Общества Акклиматизации и общественности и при поддержке меценатов открывается двухэтажный «Аквариум» с гидробиологической лабораторией и с постоянно действующей выставкой рыб и растений.
В 1905 году кружок любителей аквариума и террариума преобразуется в Московское общество любителей аквариума и комнатных растений, которое по-прежнему возглавляет Н. Ф. Золотницкий.
В 30-е годы в крупных городах открываются кружки аквариумистики и аквариумного рыбоводства. Создается первая государственная рыборазводня под Москвой, которая начинает снабжать открывающиеся зоомагазины и птичьи рынки страны рыбами и аквариумными растениями, медицинские и научные учреждения — аксолотлями, а также поставлять рыбок в школы и детские сады. В середине 30-х гг. в зоопарках Москвы и Ленинграда открываются постоянно действующие павильоны «Аквариумы».

## Аквариумистика как хобби

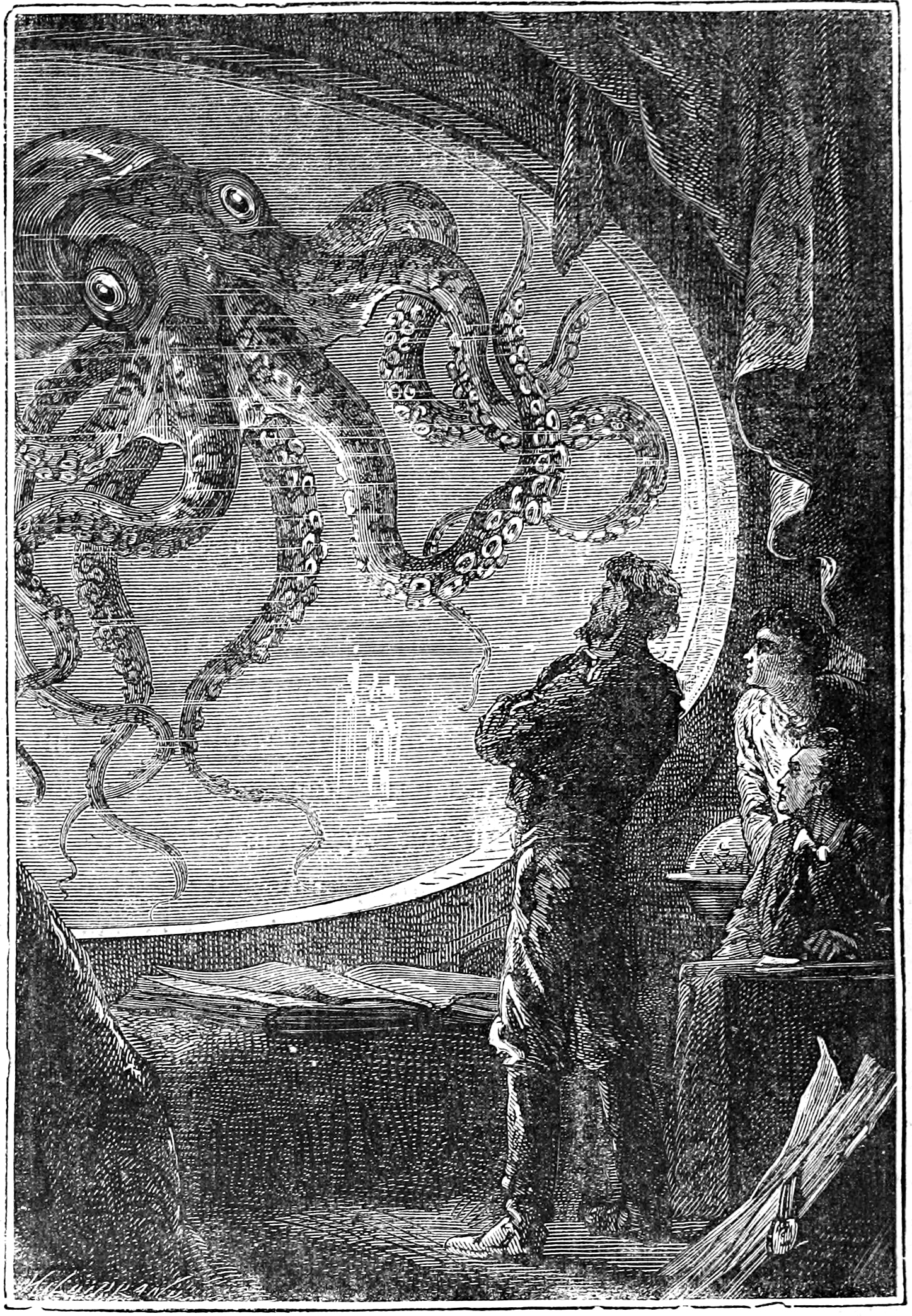
«20 тысяч лье под водой»

Аквариумистика — весьма древнее, распространённое и разностороннее хобби. В ряде стран это хобби называют «фишкипинг» (англ. fishkeeping) и это весьма обширное поле деятельности.
Аквариумистика имеет множество направлений: одни аквариумисты больше увлечены рыбами, другие оказываются поклонниками разведения рептилий или беспозвоночных, в том числе кораллов, третьи аквариумным садоводством, в таком аквариуме находятся одни растения или кораллы и нет рыб. Иногда, одновременно с аквариумом, аквариумисты заводят террариум, в котором содержатся, например, земноводные. Одним из важных компонентов в аквариуме с растениями являются аквариумный грунт, а также добавки для рыб, растений и грунта. Необходимо отметить и пресноводных улиток, пользующихся большой популярностью среди аквариумистов, улитки не только способны очищать стенки аквариума от разросшихся водорослей, но и являются его украшением.
Аквариумисты пытаются создать особый мир в своем аквариуме, используя свои знания и возможности. Наиболее ответственным моментом для начинающего акариумиста-любителя является «запуск» аквариума. Все в аквариумистике настолько тесно взаимосвязано, что, продвигаясь в каком-либо одном направлении, изучая какую-то одну проблему, всегда приходится учитывать множество разнообразной и усваивать множество сопутствующей информации. Помимо основных правил: регулярной подмены воды при сохранении её параметров, использованию аквариумных фильтров, поддержания чистоты в аквариуме и кормления его обитателей, аквариумисты сталкиваются с разными проблемами: болезнями рыб и растений, адаптацией организмов к аквариумным условиям и многим другим. Это и подталкивает любителей аквариумистов к глубокому изучению проблем и к переходу от простого любительского рыбоводства и аквариумного растениеводства, к профессиональному научному подходу, подкрепленному научными знаниями. Таким образом, через несколько лет занятий аквариумистикой человек приобретает навыки и знания, казалось бы, далекие от тех целей, которые он перед собой ставил изначально. Но сохраняется главное — увлеченность аквариумом.

В связи с широким распространением компьютеров возникают явления на стыке увлечений. Появилась большая коллекция заставок для компьютера на аквариумную тему. 

Золотые рыбки

Аквариумистика в наше время все больше становится наукой или опирается на научные знания и технологии. Аквариумистика — это наукоемкое увлечение.

### Аквариумистика и психология
Психологи утверждают, что наблюдение за аквариумными рыбками способно снять напряжение и уменьшить стресс. Пациентам с болезнями неврологического и психологического характера, показано содержание аквариума дома или в больничном помещении. Это улучшает их общее самочувствие, снижает агрессию, уменьшает деструктивные и когнитивные нарушения, положительно воздействует на эмоциональное состояние. Также психологическое воздействие аквариума полезно для учащихся, как школьников, так и студентов высших учебных заведений.
Положительное влияние на психологическое состояние человека объясняется, во-первых благотворным воздействием взаимодействия человека с животными вообще, которое снижает артериальное давление, уменьшает риск болезней сердечно-сосудистой системы, улучшается психологическое здоровье, из-за уменьшения чувства одиночества и тревожности. Во-вторых терапевтическим воздействием на человека воды, которая успокаивающе влияет на нервную систему.

### Аквариумистика и искусство

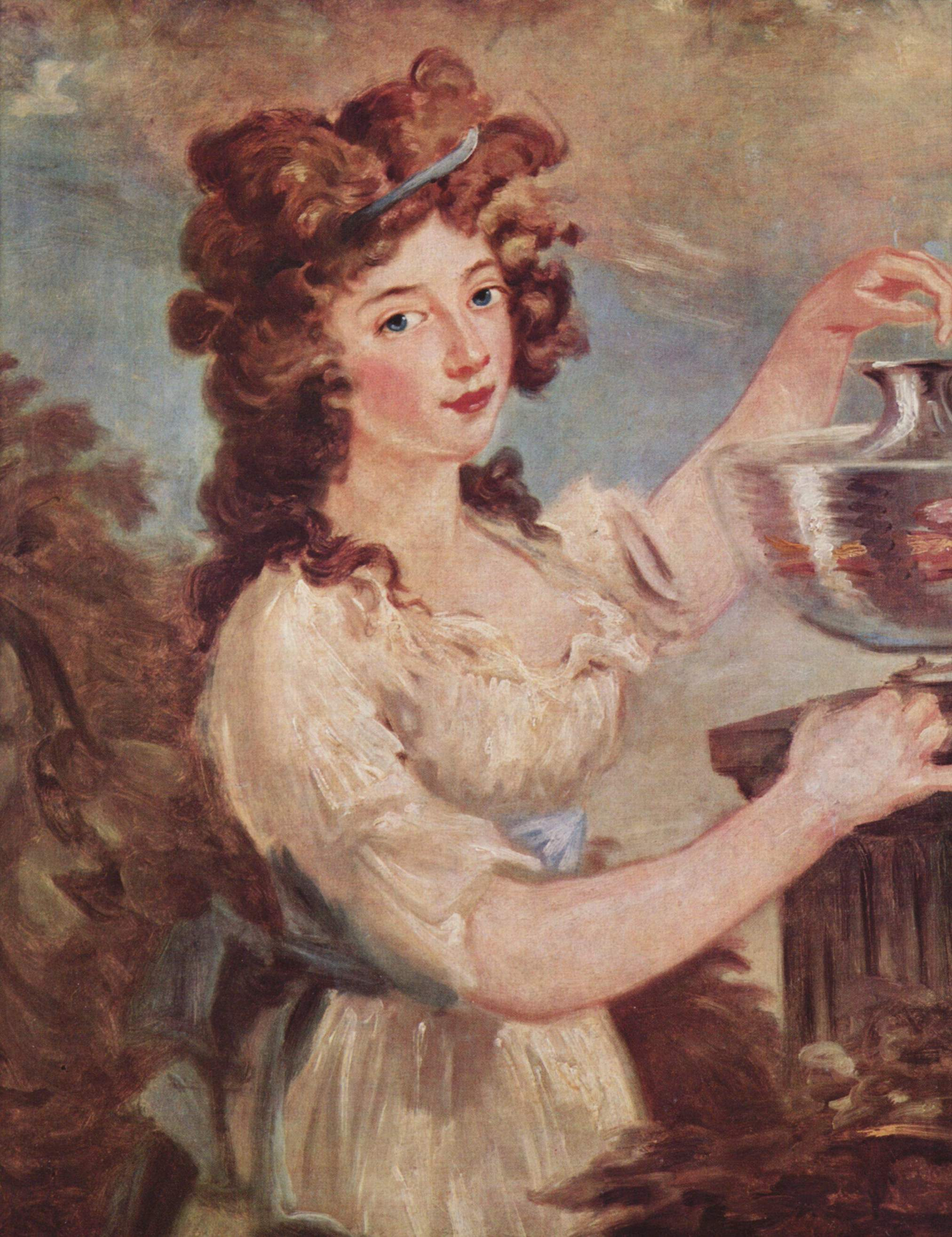
Портрет юной дамы с золотыми рыбками. Карл Фридрих фон Бреда.. 1800 год.

С давних времен большое количество художественных произведений, так или иначе, связано с аквариумистикой. Среди них особое место занимает тема Золотой рыбки. В 1800 году шведский художник Карл Фредерик фон Бреда (1759—1818) написал картину «Девушка и золотая рыбка». Это может свидетельствовать о более раннем появлении аквариумов, чем 1841 год.

## Научная аквариумистика

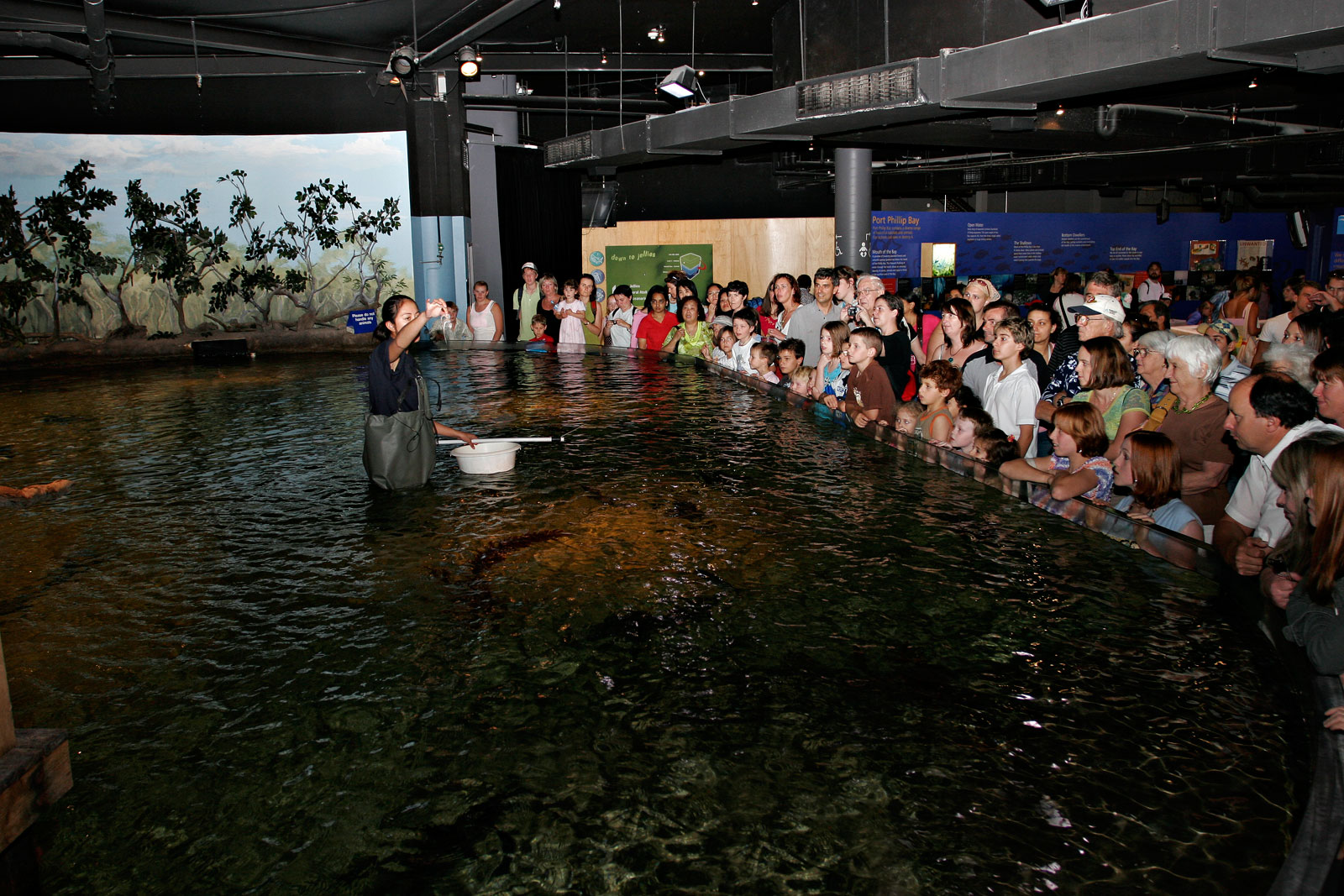
Мельбурн, в аквариуме

Среди аквариумистов-любителей имеются представители различных специальностей, каждый из которых вносит что-то особенное в развитие научной аквариумистики. Через руки аквариумистов проходят сотни видов рыб, растений, беспозвоночных и других гидробионтов. Огромное значение имеют все исследования аквариумистов. Среди них: исследования связанные с кормлением рыб и созданием различных видов корма, изучение различных заболеваний рыб и выяснения методов борьбы с ними, исследования связанные с выведением новых видов и генетические исследования, изучение причин изменения соотношения полов в потомстве у рыб.
Эти знания применяются не только в аквариумном и промышленном рыбоводстве, а дают возможность для проведения биофизических и эмбриологических исследований, используются в ветеринарии и медицине.
Аквариумисты, благодаря своим исследованиям и разработкам, вносят свой вклад в Международную программу по спасению редких и исчезающих видов. Так, домашняя популяция некоторых видов превосходит природную популяцию. А в океанариумах и крупных аквариумах мира ведется огромная работа по сохранению генетического материала.
Но существует и буквально научная аквариумистика. Лаборатория ихтиологии, как отделение Зоологического музея, существовала практически с начала его основания. А в лаборатории проблем ориентации рыб Института эволюционной морфологии и экологии животных имени А. Н. Северцова учёный-аквариумист доктор биологических наук Протасов Владимир Рустамович и другие учёные изучают различные аспекты жизни рыб. Подобные лаборатории есть во многих странах.

### Селекция и генетика
Можно выделить две формы отбора: отбраковка от основной формы, предъявляемой к рыбам данного вида, а также выведение новых декоративных форм, отличающихся новыми свойствами.
Выбраковка особей, уклоняющихся от желательного селекционируемого типа, должна быть жесткой. В результате отбора получаются: гибриды — конечные продукты скрещивания, как минимум, разных видов или помесь — результат смешения пород.
В практике применяются следующие формы скрещивания:
- промышленное (массовое) — обеспечивает рост разнообразия.
- синтетическое скрещивание — позволяет совмещать желательные признаки исходных пород.
- вводное скрещивание — обеспечивает совершенствование породы путём усиления её на новом улучшающем генетическом материале.
- поглотительное — после исходного скрещивания двух пород проводится соединение помесей с особями породы-улучшателя.
- альтернативное скрещивание — попеременное спаривание помесей после первого скрещивания с особями двух исходных пород.

### Аквариумы и океанариумы

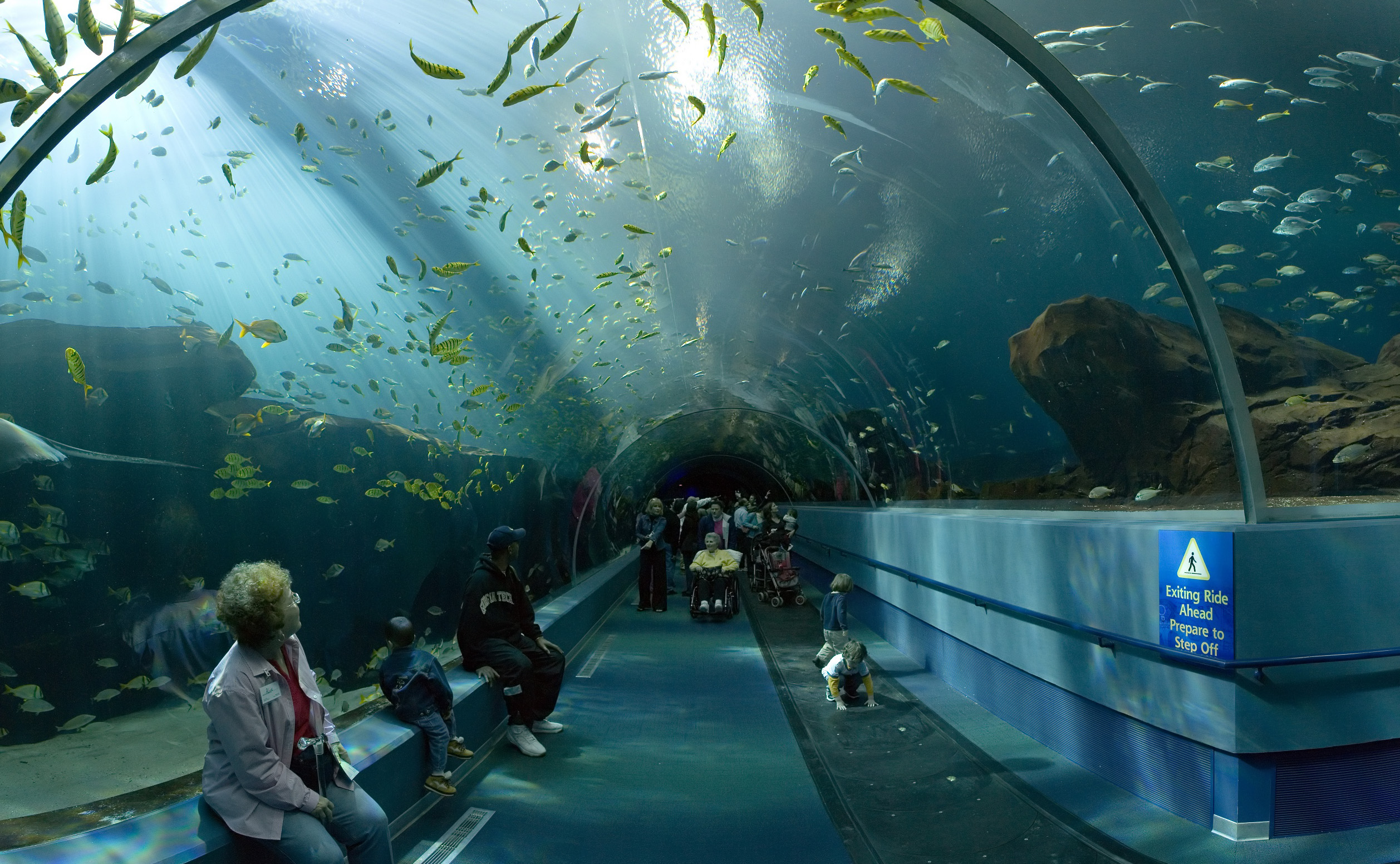
В туннеле океанариума, Атланта

Аквариумы — учреждения, где содержатся представители водной фауны, в первую очередь аквариумные рыбы, а также водной флоры с целью их изучения и демонстрации, а также в качестве банка генетического материала исчезающих видов. Аквариумы с морской водой часто называют морскими (англ. Marine aquarium).
Океанариумы — крупные аквариумы, содержащие гидробионтов, обитающих в морской воде. Для лучшего обозрения и эффекта присутствия в океанариумах прокладывают прозрачные туннели, это позволяет посетителям оказаться «внутри» океана, окруженными водой и морскими обитателями. В Санкт-Петербургском океанариуме 35-метровый прозрачный водный тоннель оборудован движущейся дорожкой.
Вместо французского термина «Oceanarium» используется также термин «Public aquarium».

## Коммерческая аквариумистика
В начале двадцатого века тропические рыбки приобрели популярность сначала во Франции и Германии, а затем и во всем мире. С ростом популярности вырос и коммерческий интерес к разведению и продаже экзотических рыб. Увлечение рыбками создало всемирную индустрию, которая занята не только поставкой рыбок, производством сопутствующих товаров, но и развитием аквариумного бизнеса, основанного на открытии рыбоводческих ферм. причём количество рыбы на рыбоводческих фермах значительно превосходит количество выловленной рыбы. Одновременно страны Южной Америки, Африки и Юго-Восточной Азии продают, в основном, рыб, пойманных в природных условиях. Дикие особи, поставляемые на рыбоводческие фермы, помогают выведению новых пород рыб и оздоравливают истощенный близкородственными скрещиваниями генетический материал.

### Промысел

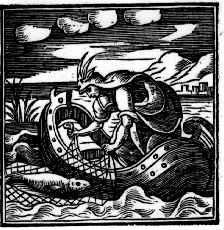
Рыбак, гравюра, 1531 г.

Промысел рыб для аквариумных нужд — в основном занятие жителей прибрежных районов, которые не всегда разбираются в ценности выловленной рыбы. Чтобы не повредить живой товар ловят в основном сетями, сачками и ловушками для рыб, пользуются водолазным снаряжением, а пойманных рыб поднимают на поверхность в специально сконструированной декомпрессионной камере, но иногда пользуются и химикатами. Выловленную рыбу поставляют в своеобразные рыбоприемники, здесь рыба сортируется, и собирается в большие партии, а потом поступает в крупные пункты, которые находятся в непосредственной близости от международных аэропортов, для прохождения начального карантина перед отправкой в страны- заказчики.
Чтобы урегулировать отлов и не допустить исчезновения видов, страны ведущие промысел предписывают фирмам, занимающимся непосредственным отловом, получать специальные разрешения- лицензии для отлова и экспорта рыб.

## Аквариумное рыбоводство

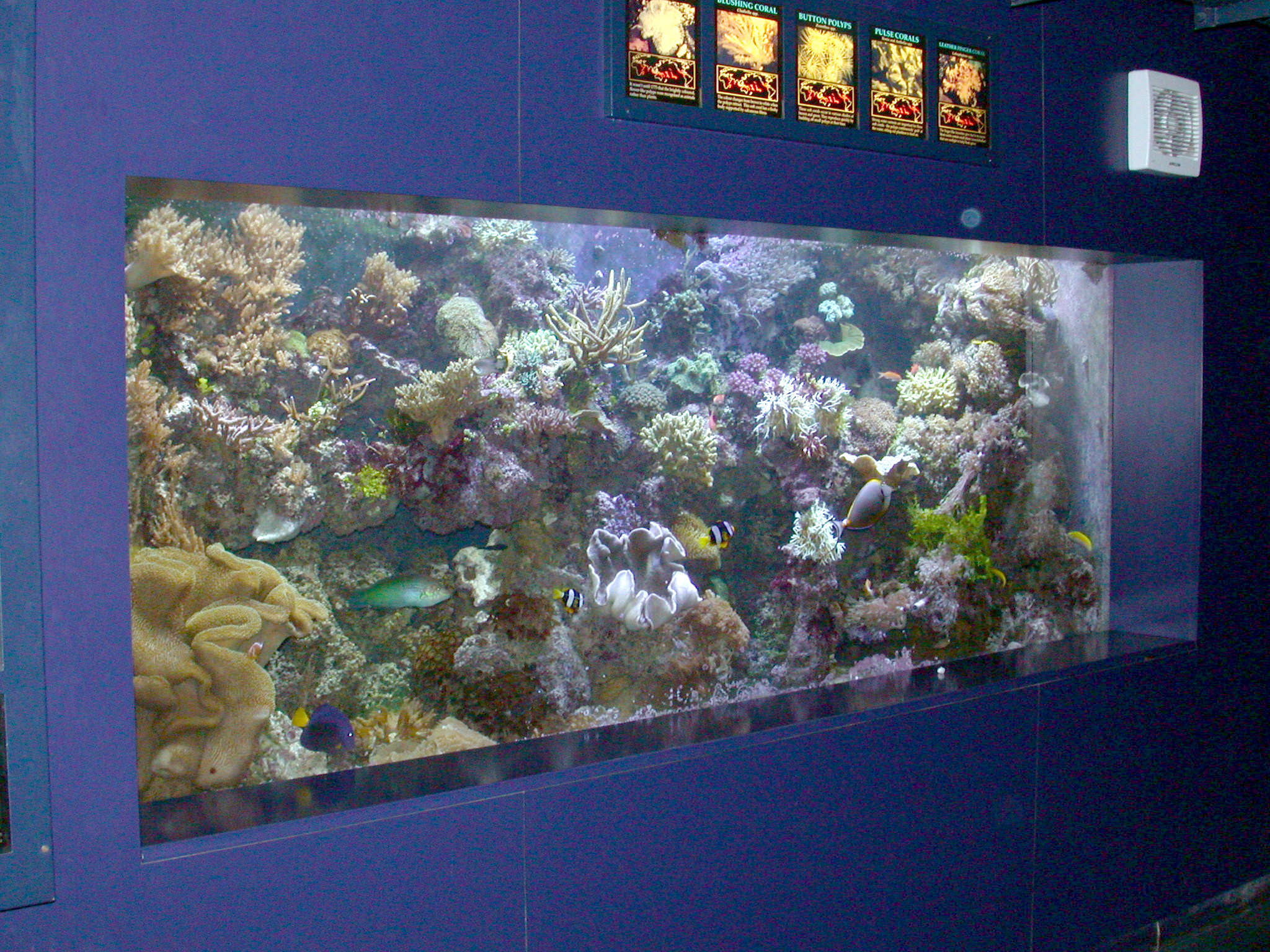
Внешний аквадизайн

Аквариумное рыбоводство — составная часть зоокультуры, которая занимается разработкой рациональных методов содержания и размножения рыб. На аквариумных технологиях базируется промышленное рыбоводство и самое перспективное его направление аквакультура. Помимо промышленного рыбоводства, как части пищевой индустрии, существует декоративное, предметом которого являются аквариумные рыбки.
Развитие современной биотехники привело к использованию интенсивных методов разведения ценных промысловых и экзотических рыб. Среди них:
- гормонотерапия — искусственная стимуляция созревания производителей гормональными препаратами.
- массовый метод инкубации оплодотворенной икры в специальных аппаратах.
- подращивание молоди и выращивание взрослой рыбы в специальных конструкциях различных емкостей с замкнутой системой регенерации воды.
- ускоренные методы получения зрелых половых продуктов от рыб не созревающих естественным образом.

## Аквариумное растениеводство

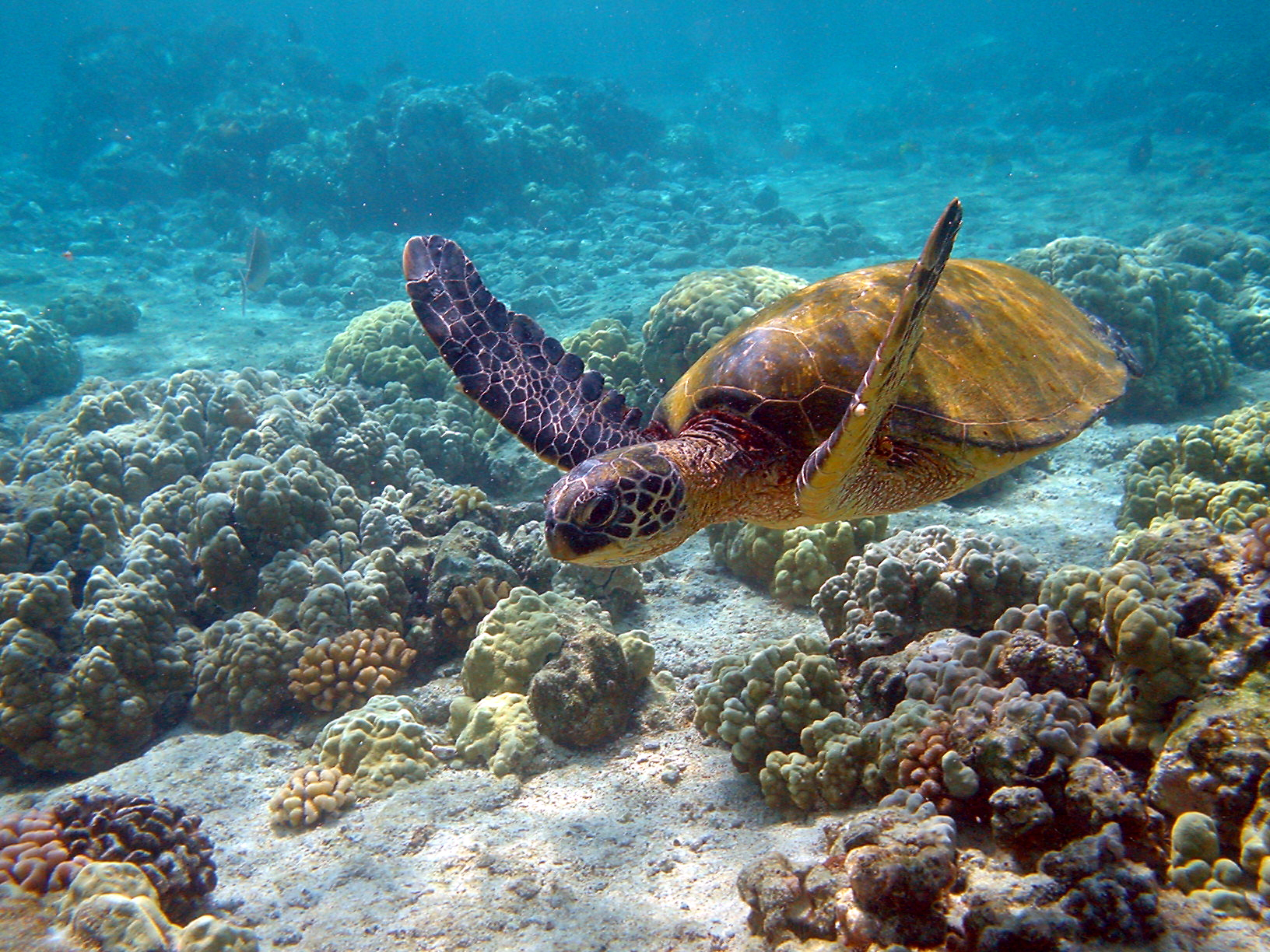
Зелёная морская черепаха

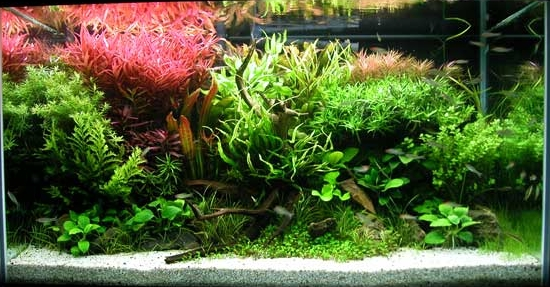
Природный аквариум

Аквариумное растениеводство развивалось параллельно с рыбоводством с момента появления стеклянных аквариумов, но растения выполняли вспомогательную роль для оформления аквариумов.
В последние годы появилось множество аквариумистов, для которых основным хобби стало разведение аквариумных растений и культивирование «подводных садиков». Такие аквариумисты ставят перед собой различные цели: озеленение аквариумного и комнатного интерьера, коллекционирование аквариумных растений, исследовательская работа с зелёной культурой и разведение растений для продажи.
Независимо от целей, для содержания таких аквариумов необходимо выполнение следующих требований: растения не должны мешать друг другу и должны легко уживаться вместе; условия освещенности, жесткости и кислотности воды должны подходить данным растениям; грунт не должен препятствовать циркуляции воды; не реже чем в полгода необходимо прореживать растения; растения необходимо удобрять, подкармливая минеральными добавками.
Известно огромное множество аквариумных растений, которые пополняются новыми редкими экземплярами; выводятся новые гибридные адаптированные к аквариумам формы.
Аквариумное растениеводство в наше время является неотъемлемой частью аквариумистики и необходимой составляющей для создания имитации аквабиосистем в искусственных водоемах- аквариумах.

## Прочие обитатели аквариумов
- Беспозвоночные
- Рептилии
- Амфибии
- Дельфины

## Дизайн аквариума

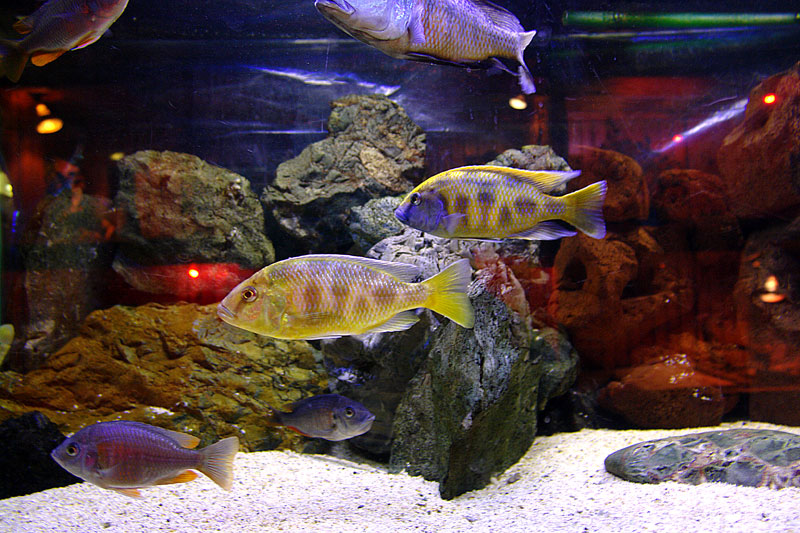
Внутренний аквадизайн

Аквадизайн (англ. design) — художественное проектирование аквариумов и их предметной среды. Дизайн аквариума включает в себя:
— Внешний дизайн — позволяет гармонично вписать аквариум в интерьер помещения, с учётом особенностей конструкций здания.
— Внутренний дизайн — оформление предметной среды аквариума. Аквариумные декорации позволяют существенно украсить аквариум, но главная составляющая внутреннего дизайна — процветающая биосистема в условиях биодизайна.

### Акваскейпинг

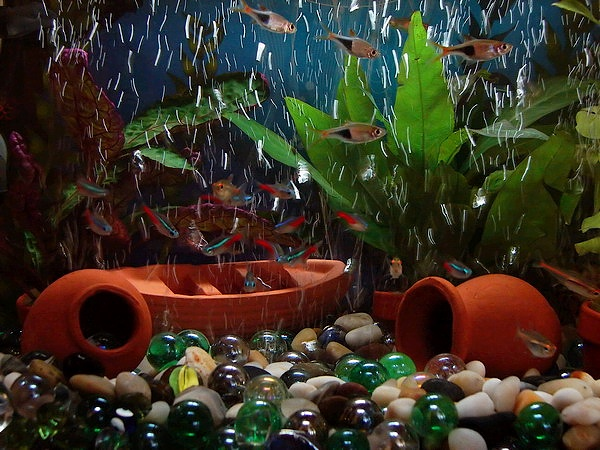
Предметный акваскейпинг

Aquascape — водный пейзаж (по аналогии с англ. landscape — пейзаж, ландшафт).
Акваскейпинг (англ. aquascaping) — это искусство оформления аквариумов, при котором сам аквариум становится живой картиной. Главное в таком аквариуме — эстетическое восприятие. Рост и распространение по территории аквариума ограничены строгим видением художника своей картины.
Одним из основных стилей акваскейпинга является стиль «Природный Аквариум» (англ. Nature Aquarium). Создателем этого стиля в аквариумном искусстве является японский фотохудожник и аквадизайнер Такаси Амано. Основой нового направления в аквариумистике — «природного аквариума», является принцип построения японских садов камней.

## Выставки, конкурсы, съезды
Крупнейшая в Европе зооторговая выставка «INTERZOO» проводится раз в два года в Нюрнберге (Германия).

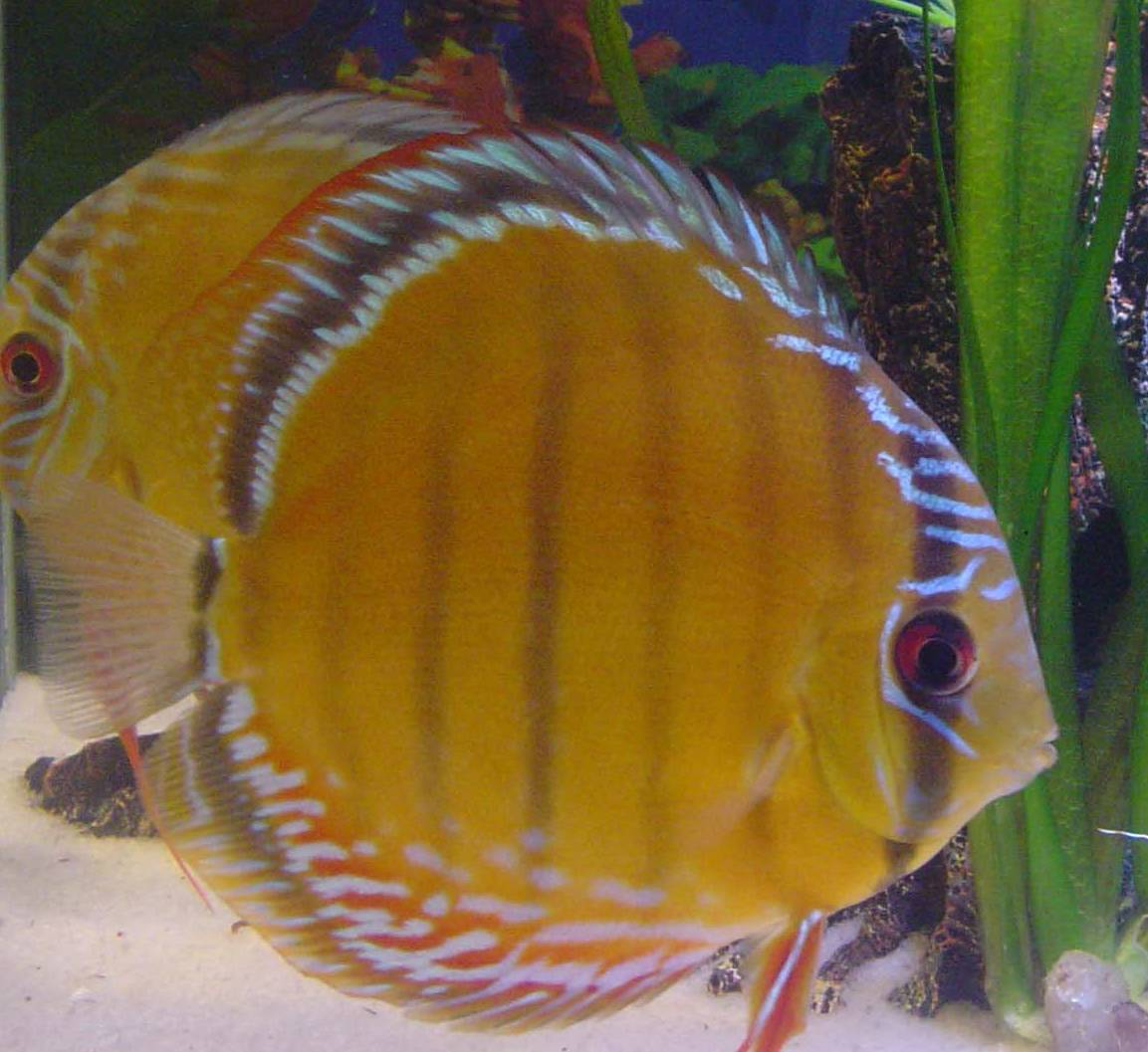
Дискус

С 1995 года, начиная с проходившей в Сингапуре выставки «Акварама-95», проводятся выставки дискусов в шести категориях, куда входят дикие формы и селекционные особи. Главной темой этой выставки является именно аквариумистика. В дальнейшем эта выставка проводится раз в два года.
С 1996 года ежегодно в Китае проводится международная выставка продукции, посвящённой домашним питомцам CIPS. Эта выставка является одной из крупнейших выставок в Азии, на которой представлена продукция производителей и продавцов аквариумной продукции.
В 1996 году, 3 октября в немецком городе Дуйсбурге проводится первый в истории аквариумистики чемпионат мира по дискусам. В истории российской аквариумистики эта выставка-чемпионат была первой, в которой приняли участие наши дискусоводы. Фирма «СКАТ» представила дискусов, разведённых и выращенных на своей рыборазводне.
XXI век
С 2001 года в Японии проходит ежегодный Международный Конкурс по аранжировке водных растений «The International Aquatic Plants Layout Contest» (IAPLC), организованный компанией по аквадизайну «Aqua Design Amano Co». Конкурс был организован как первый всемирный конкурс аквариумного дизайна.
В 2002 году, с 13 по 16 ноября в Санкт-Петербурге прошла 11-я Международная специализированная выставка товаров и услуг для животных «Зоосфера 2002», приуроченная ко дню аквариумиста. На выставке были представлены товары для аквариумного рыбоводства и растениеводства. 7 июня в Москве прошёл «Семинар-презентация» по аквадизайну, где Такаси Амано представил продукцию своей фирмы, которая является передовой в области аквариумного аквадизайна.
В 2003 году с 19 по 22 ноября в Санкт-Петербурге прошла 12-я Международная специализированная выставка товаров и услуг для животных «Зоосфера 2003».
С 2004 года компания «Аква Лого» и «Евроазиатская региональная ассоциация зоопарков и аквариумов» (ЕАРАЗА) проводят Международные научно-практические конференции по аквариумистике. 31 января с.г. прошла 1-я конференция, посвящённая проблемам морской аквариумистики в СНГ. В этом же году с 10 по 13 ноября в Санкт-Петербурге прошла 13-я Международная специализированная выставка товаров и услуг для животных «Зоосфера 2004». Выставка прошла в рамках поддержки инициативы «За гуманную аквариумистику».
В 2005 году, 5 февраля прошла 2-я научно-практическая международная конференция «Аквариум как средство познания мира», на которой состоялась презентация книги бельгийского ихтиопатолога д-ра Джеральда Баслера. «Новый иллюстрированный определитель заболеваний пресноводных рыб». 24-25 сентября того же года в Санкт-Петербурге проводится I-вый Международный Съезд Аквариумистов.

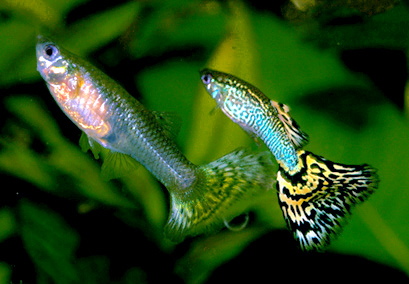
Гуппи

В 2006 году коллектив клуба любителей гуппи организовал и провел первую за 20 лет выставку-конкурс под названием «Гуппи-2006». Восстановлены правила и критерии оценки выставочных рыб. На этой выставке были выставлены гуппи привезенные из Германии. 4-5 февраля того же года в Москве проводится 3-я научно-практическая международная конференция «Аквариум как средство познания мира» Конференция прошла в помещении лектория Государственного Дарвиновского музея. В том же году в Санкт-Петербурге прошёл 2-й Международный Съезд Аквариумистов.
В 2007 году, 3-4 февраля прошла 4-я международная научно-практическая конференция «Аквариум как средство познания мира». Более 130 человек в конференц-зале Палеонтологического музея (Москва, Профсоюзная улица, дом 123) за два дня прослушали 27 докладов. В том же году в Санкт-Петербурге прошёл 3-й Международный Съезд Аквариумистов.
В 2008 году, 28 февраля — 2 марта в Москве прошла Международная специализированная выставка «ZooRussia Professional-2008». В феврале того же года прошла выставка «Акварама» в Сингапуре, на которой, среди прочих экспонатов были представлены новые растения для аквариумов. 9-10 февраля в Москве прошла 5-я международная научно-практическая конференция: «Аквариум как средство познания мира». В Санкт-Петербурге прошёл 3-й Международный Съезд Аквариумистов. 19-22 ноября в рамках международной выставки «Зоосфера 2008» в «Ленэкспо» компания «Унитекс» провела Конкурс аквариумного дизайна. В этом же году в Гонконге прошёл конкурс Акваскейпинг (Aquascape).
В 2009 году, 6-8 февраля, в Гановере, Германия, прошёл первый международный чемпионат креветок; 14-15 февраля в Москве в Государственном Дарвиновском музее прошла VI-я международная научно-практическая конференция «АКВАРИУМ КАК СРЕДСТВО ПОЗНАНИЯ МИРА». Организаторы конференции — группа компаний Аква Лого и Евроазиатская региональная ассоциация зоопарков и аквариумов. На 27-29 марта 2009 года в Москве Круглый стол — «Природный Аквариум Такаси Амано (Takashi Amano)». В этом году компания AQUA DESIGN AMANO CO.,LTD.(ADA) планирует провести очередной 9-й "Международный конкурс дизайна растительных аквариумов МКДРА («The International Aquatic Plants Layout Contest» (IAPLC)).

### Публикации

#### Научные и популярные журналы
- В советское время несколько последних страниц отводилось аквариумистике в журнале «Рыбоводство и рыболовство».
- Журнал «Аквариум».

#### Электронные СМИ
С марта 2008 года на челябинском телевидении начал еженедельно выходить Телепроект «Homo Aquarius»